# Tommi Korpela

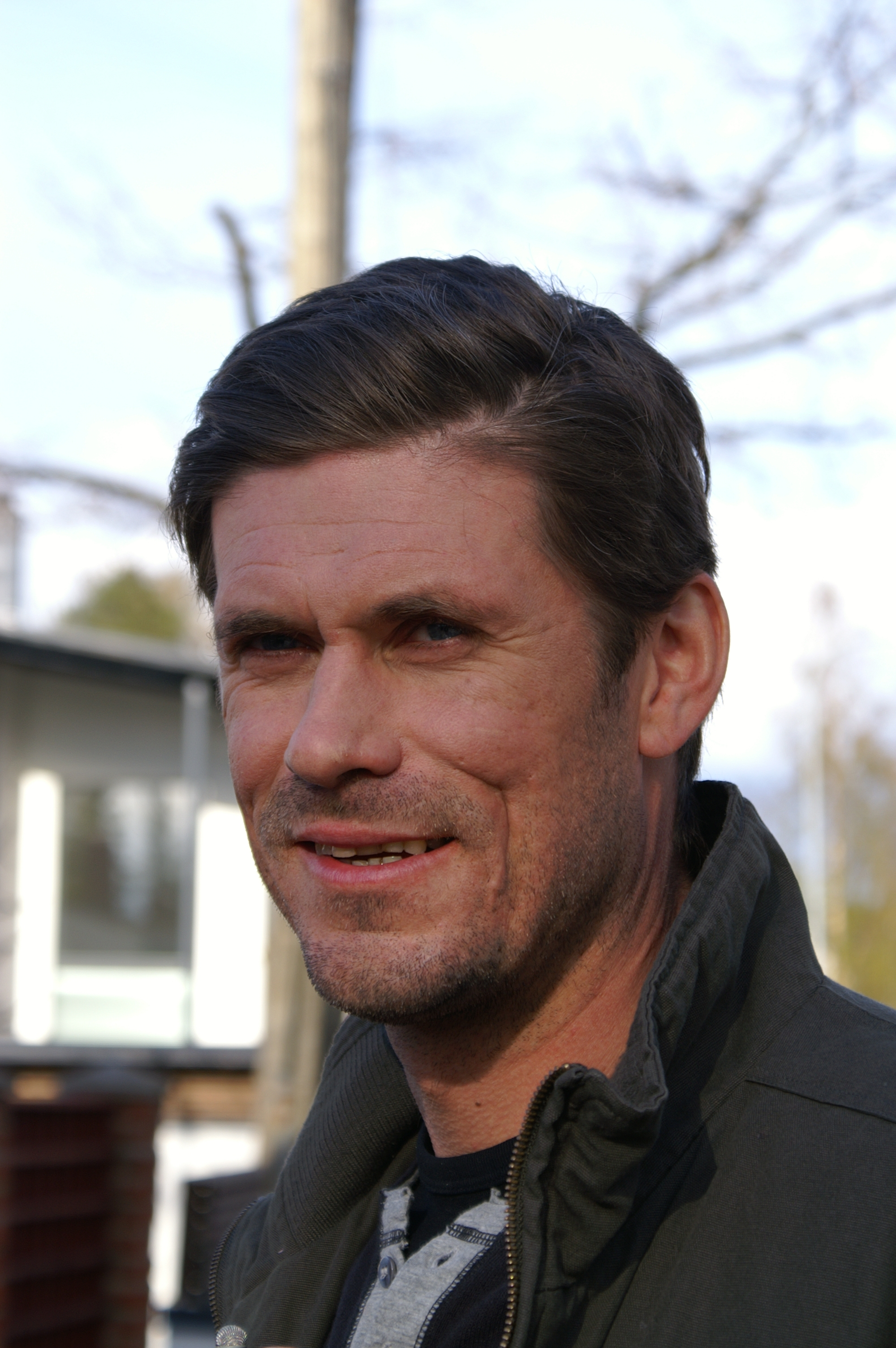
Tommi Korpela (2007)

Tommi Petteri Korpela (* 23. August 1968 in Helsinki) ist ein finnischer Schauspieler.

## Leben
Tommi Petteri Korpela schloss 1995 sein Studium an der Theaterakademie Helsinki ab. Sein Debüt als Schauspieler gab er bereits 1992 in dem Videofilm Kauhun millimetrit. Ein Jahr nach seinem Studium hatte er die Hauptrolle des Keijo Nortia in der zehnteiligen finnischen Fernsehserie Nortia und gab in der gleichen Rolle sein Leinwanddebüt in dem von Peter Lindholm inszenierten Kriminalfilm Isältä pojalle an der Seite von Marika Parkkomäki und Martti Järvinen. Das deutschsprachige Publikum sah ihn in Filmen wie Lichter der Vorstadt und Rare Exports.
Korpela wurde für seine Darstellungen in Miehen työ und Putoavia enkeleitä jeweils als Bester Hauptdarsteller mit dem finnischen Filmpreis Jussi ausgezeichnet wurde.
Korpela ist mit der Schauspielerin Elina Knihtilä liiert, mit der er seit 1997 einen gemeinsamen Sohn hat.

## Filmografie (Auswahl)
- 1992: Kauhun millimetrit
- 1996: Isältä pojalle
- 1996: Nortia (Fernsehserie, zehn Folgen)
- 2006: Lichter der Vorstadt (Laitakaupungin valot)
- 2007: Miehen työ
- 2007: Raja 1918
- 2008: Niko – Ein Rentier hebt ab (Niko – Lentäjän poika)
- 2008: Putoavia enkeleitä
- 2010: Rare Exports
- 2012: Fegefeuer (Puhdistus)
- 2013: In aller Liebe (Kaikella rakkaudella)
- 2016: Deadweight (Ahti Ikonen)
- 2016: Lake Bodom (Bodom)
- 2017: Die andere Seite der Hoffnung (Toivon tuolla puolen)
- 2018: Deadwind (Karppi, Fernsehserie, 12 Folgen)
- 2018: Matti und Sami und die drei größten Fehler des Universums
- 2020: Californian Commando (Perfect Commando, Fernsehserie)
- 2020: Der Waldriese (Metsäjätti)
- 2020: Viimeiset
- 2024: Neuigkeiten aus Lappland (Ohjus)

## Veröffentlichungen (Auswahl)
- 2020: Perhokalastuksen jäljillä, Helsinki: Tammi (zus. mit Kari Hietalahti)